# Господар Јованов конак
Господар Јованов конак налази се у Чачку и подигнут је 1835. године. Зграда конака од 1979. године представља непокретно културно добро као споменик културе. Реч је о једном од најстаријих здања старог градског језгра и резиденцијалном објекту члана владарске династије.

## Историјат
Господар Јован, рођени млађи брат кнеза Милоша Обреновића и Јеврема Обреновића, живео је у селу Пешти све до 1834. године када се преселио у Чачак где је постао начелник тамошњег округа. Он је следеће године подигао конак и то за време је био сердар „Рашког сердарства”. Саградили су га мајстори „гоге” пореклом са југа Србије, док је надзиратељ градње био Јосиф Добровић. Градња је кратко трајала – од марта до септембра.
Породицу Јована Обреновића "у дворцу новом" први је посетио барон Август фон Хердер октобра 1835. године. У исто време прота Јанко Михаиловић-Молер радио је "шалукатре" и завршавао молерске радове "јошт да обоји троја врата".
Јован Обреновић је у овом граду живео прилично кратко. Године 1942. отишао је из Чачка и није се више враћао. Након његове смрти, Ана, његова супруга из другог брака, дуго није могла да се одвоји од Чачка. Тек је 1865. године продала конак чиме је он дошао у руке трговцу Спасоју Тајсићу. Након тога, конак је био дом Окружног начелства, па жандармеријске чете и, на крају, школске поликлинике. Данас се у овој згради налази Народни музеј Чачак.
Иако је Господар Јованов конак претрпео многе измене и преправке, а током бомбардовања Чачка 1941. био и знатно оштећен, враћен му је првобитни изглед приликом поправки у периоду од 1950. до 1953. године када су изведени санациони и конзерваторско-рестаураторски радови. Конак је обнављан и између 1972. и 1974. године, чиме је добио данашњи изглед. Такође, до препокривања ове грађевине дошло је 1997. и 2006. године.

## Архитектура
Господар Јованов конак је у најстарија стамбена зграда у Чачку. Изграђена је у оријентално-балканском архитектонском стилу који је био чест током првог периода владавине кнеза Милоша.
То је зграда правоугаоне основе (16,25 х 11,10 м), асиметричног типа, са испадом и диванханом над улазом која је била отворена, па доцније зазидана. Високи подрум са засебним улазом озидан је каменом, са таваницом од дрвених греда између којих су убачени шашовци. У приземљу се осим хола налазе још три просторије, од којих једна има богато декорисану пећ. Спратни део грађевине, до кога води дрвено степениште, служио је за становање и пријем гостију. Већина соба има декорисану таваницу.

### Грб
На предњој, главној фасади, изнад улаза на југоисточној страни и између два прозора, налази се сачуван и рестауриран насликани грб Јована Обреновића. На њему су представљена два лава која на постаменту са травнатом подлогом придржавају грб аутономне Кнежевине Србије – у питању је штит са крстом са четири оцила на чију горњу ивицу је ослоњена отворена круна, изнад које је полумесец са звездом. Десни лав носи кнежевску круну а леви генералски калпак. Ова зидна слика упућује на јединство врховне и локалне власти почев од Другог српског устанка па до постизања аутономије. Кнез Србије је приказан као лав са круном, док нахијски кнез носи калпак. Ово ликовно решење је осмислио и спровео у дело или сликар Урош Кнежевић или локални иконописац прота Јанко Михаиловић Молер (Негришори, 1792 – 1852).

## Стална поставка
Од 1953. године у Господар Јовановом конаку налази се стална поставка чачанског Народног музеја под називом „Чачански крај у прошлости”. Сачињавају је три целине: Чачански крај од праисторије до средњег века, Овчарско-кабларски манастири и цркве чачанског краја и Чачански крај у устанцима и ратовима 1804-1918.

## Галерија
- Грб на главној фасади конака
- Изглед конака
- Изглед конака
- Изглед конака
- Изглед конака
- Изглед конака
- Изглед конака